# Anna Botsford Comstock
Anna Botsford Comstock, nascuda Anna Botsford, (Otto, Estat de Nova York, Estats Units, 1 de setembre de 1854 - Ithaca (Nova York), 24 d'agost de 1930) va ser una il·lustradora, escriptora i educadora estatunidenca.
Graduada pel Chamberlain Institute a Randolph, a Nova York el 1873, començà estudiant a la Universitat Cornell a Ítaca, Nova York, però després de dos anys, el 1874, ho va deixar. Més tard, tornaria a Cornell, on es llicencià en història natural el 1885. El 1878 es va casar amb l'entomòleg de la facultat de Cornell John Henry Comstock. En aquest moment, començà el seu interès per la il·lustració d'insectes. Durant tot el seu matrimoni, va exercir com a ajudant, il·lustrant les seves conferències i publicacions sobre insectes. Tot i que la seva tasca fou exercida normalment de forma informal i no remunerada, quan el seu marit fou entomòleg cap al Departament d'Agricultura dels Estats Units (1879–81), va rebre un nomenament formal. Allà, preparà els dibuixos per al seu Report of the Entomologist, de 1880, sobre insectes a escala de cítric. Posteriorment, va estudiar gravat en fusta a la Cooper Union, Nova York, per tal de preparar il·lustracions per a la Introduction to Entomology del seu marit, i el 1888 va ser una de les quatre primeres dones ingressades a Sigma Xi, una societat d'honor nacional per a les ciències.
Comstock va realitzar gravats en les més de 600 plaques del Manual for the Study of Insects del seu marit (1895), i per a la Insect Life (1897) i How to Know the Butterflies (1904), en totes dues publicacions com a coautora. Els seus gravats foren àmpliament exposats i va guanyar diversos premis. Entre els llibres que ella va escriure i il·lustrar s'inclouen Ways of the Six Footed (1903), How to Keep Bees (1905), The Handbook of Nature Study (1911, amb més de dues dotzenes d'edicions), The Pet Book (1914) i Trees at Leisure (1916). També fou autora de Nature Notebooks on Birds, Plants, Trees and Animals. I d'una novel·la, Confessions to a Heathen Idol (1906).
El 1895 Comstock col·laborà amb el Comitè de l'Estat de Nova York per a la Promoció de l'Agricultura, amb cursos experimentals d'estudi de natura per a escoles públiques, ajudant a formar professors i a preparar materials a l'aula. Des de 1897 va ensenyar estudis de natura a Cornell, fent conferències, sovint, als instituts, a professors i a agricultors i també a les universitats. Va ser redactora de Nature-Study Review (1917-1923) i va formar part del personal de Country Life in America. El 1922 es retira de Cornell com a professora emèrita, però continuà donant classes a les sessions d'estiu. Fou la tercera dona elegida per l'American Society of Wood Engravers, i directora associada de l'American Nature Association. Fou la primera dona professora de la Universitat Cornell. A més de ser reconeguda com a naturalista i il·lustradora científica, Anna Bostford Comstock fou també una líder del moviment sobre l'estudi de la natura. El 1923, juntament amb Martha Van Rensselaer, va ser nominada per la Lliga Nacional de Dones Electores com una de les dotze dones més importants del país.